# Pedro Opitz Velásquez
Pedro Opitz Velásquez, político y abogado chileno. Nació en Río Bueno, el 7 de mayo de 1898. Falleció en Santiago, el 20 de abril de 1977, a la edad de setenta y nueve años. Sus padres fueron José Opitz yGriselda Velásquez. Se casó con María Teresa de la Barra Muñoz. 
Sus estudios primarios y secundarios los realizó en la Escuela Alemana de Río Bueno, en el Instituto Comercial Salesiano, Liceo Fiscal de Valdivia y como último el Internado Nacional Barros Arana de Santiago. 
Después de estudiar en el INBA, estudió derecho en la Universidad de Chile, donde se graduó de abogado en 1921. Su memoria de título se llamó “La constitución de la personalidad natural ante nuestro Derecho Civil”. 
Militante del Partido Radical, llegó a ser el Secretario General de la Junta Nacional de su colectividad. 
Se desempeñó como inspector del Internado Nacional Barros Arana; secretario de la Intendencia de Chiloé (1926); secretario de la Intendencia de Colchagua (1927-1928); secretario de la Intendencia de O’Higgins (1928-1929); y de la de Antofagasta (1929-1932). 
Electo Diputado por Tocopilla, El Loa, Antofagasta y Taltal para el período 1933-1937. Integró en la oportunidad la Comisión de Gobierno Interior y fue miembro del Comité Parlamentario Radical (1936-1937). 
Reelecto Diputado por la misma agrupación departamental en 1937 y en 1941. En estos dos períodos estuvo integrando la Comisión Especial de Exportación Agrícola, la Comisión Mixta de Presupuestos y las Comisiones permanentes de Relaciones Exteriores, Hacienda, Economía y Comercio.
Presidente de la Línea Aérea Nacional (LAN) en 1940. 
Senador de la República por la agrupación provincial de Tarapacá y Antofagasta, para el período 1945-1953. Integró la Comisión permanente de Relaciones Exteriores, Constitución, Legislación y Justicia y la de Trabajo y Previsión Social.
Fue fundador del Instituto de Fomento Minero Industrial de Tarapacá y Antofagasta; director de la Fábrica Cemento El Melón; de la Sociedad Minas y Fertilizantes; de la Carbonífera de Río Negro; y de la Explotadora de Mármoles Calama. 